# De Trannoy
De Trannoy was een Belgische adellijke familie.

## Geschiedenis
In 1830 verleende koning Karel X van Frankrijk erfelijke adel met de titel baron, overdraagbaar bij eerstgeboorte, aan Jean Antoine Pascal de Trannoy.

## Paul de Trannoy
Paul Louis Gabriel, baron de Trannoy (Sint-Joost-ten-Node, 17 februari 1848 - Brussel, 21 november 1890) was een kleinzoon van Jean de Trannoy (hierboven) en een zoon van Adrien-Agapite de Trannoy en Marie-Elisabeth Mertens. In 1870 werd hij tot Belg genaturaliseerd en in 1883 werd hij ingelijfd in de Belgische erfelijke adel, met de titel baron, overdraagbaar bij eerstgeboorte.
Hij trouwde in 1877 in Mechelen met Savina de Knyff (1845-1907), dochter van Emile de Knyff, provincieraadslid van Antwerpen, en kleindochter van Charles du Trieu de Terdonck. Ze kregen vier zoons.
- Henri de Trannoy (1879-1953), burgemeester van Tongerlo, trouwde met Marie-Adèle de Volder (1878-1948), dochter van Joseph Devolder, advocaat, volksvertegenwoordiger, senator, minister en minister van Staat. Hij liet het Hof ter Bruelen bouwen.
- Gaston de Trannoy (1880-1960), generaal, Olympisch ruiter, gemeenteraadslid van Villers-la-Ville en voorzitter van de Koninklijke Belgische Ruitersportfederatie en de Fédération Équestre Internationale, verkreeg in 1923 de persoonlijke titel baron. Hij trouwde in 1911 in Villers-la-Ville met Ghislaine Dumont de Chassart (1888-1971), dochter van Auguste Dumont de Chassart, burgemeester van Villers-la-Ville en senator. Ze kregen drie dochters, die adellijk trouwden, maar bij afwezigheid van een zoon is de familie uitgedoofd.
- Jules de Trannoy (1883-1970), legeraalmoezenier, aalmoezenier aan het Koninklijk Hof en grootprior van de Belgische provincie van de Orde van het Heilig Graf.